# Piso (Gegenkaiser)
Piso Frugi († 261) war ein römischer Gegenkaiser.
Piso entstammte vermutlich der gens Calpurnia. Er unterstützte die Usurpation der Macriani gegen den rechtmäßigen Kaiser Gallienus und wurde deshalb von Macrianus Maior ausgesandt, um den Gallienus gegenüber loyal gebliebenen Statthalter der Provinz Achaea, Valens Thessalonicus, zu bekämpfen. Nachdem die Soldaten des Valens diesen zum Kaiser ausgerufen hatten, nahm auch Piso den Kaisertitel an. Er wurde jedoch kurz darauf von den Truppen seines Widersachers getötet.
Die Ereignisse um Piso und Valens Thessalonicus sind nur schwer zu rekonstruieren. Die einzige vorliegende Quelle ist die allgemein als wenig zuverlässig geltende Historia Augusta. Möglicherweise wurde die Erhebung des Piso vom Verfasser der Historia Augusta auch einfach erfunden, als sicher gelten kann nur, dass Achaea vom Konflikt zwischen Gallienus und den Macriani in Mitleidenschaft gezogen wurde.